# Шестаков, Михаил Юрьевич
Михаи́л Ю́рьевич Шестако́в (9 июля 1959, Московская область — 29 августа 2020, Московская область) — советский и российский скрипач, концертмейстер Большого симфонического оркестра имени П. И. Чайковского, народный артист Российской Федерации (2005).

## Биография
- 1977—1982 гг. — учился в Московской консерватории по классу скрипки; преподаватели: Семён Снитковский и Марина Яшвили.
- 1981 года — работа в Московском государственном симфоническом оркестре под управлением Вероники Дударовой.
- 1988 год — работа в Большом симфоническом оркестре имени П. И. Чайковского.
  - 1992 год — концертмейстер оркестра.
- 2000 год — заслуженный артист Российской Федерации[2]
- 2005 год — народный артист Российской Федерации[3][4].

## Цитаты
Художественный руководитель БСО Владимир Федосеев:
«...Ещё когда Михаил Шестаков играл за пятым пультом, я отмечал для себя, что это настоящий алмаз, радовался за него, наблюдая, как он постепенно шёл к концертмейстерскому месту.
Его звук неповторим, и наши записи с его соло – бриллианты. Он был и остаётся частью истории оркестра».